# Glina (reka)
Glina (tudi Glinščica; nem. Glan, staroilirsko Glanis) je reka na avstrijskem Koroškem. Izvira v Osojskih Turah v občini Teholica in teče najprej proti vzhodu mimo mesteca Trg na Koroškem, potem skozi srednje gorovje in Glinsko dolino s centrom Glanegg.
V Šentvidu ob Glini zavije proti jugu in teče skozi Gosposvetsko polje ter teče mimo starega mestnega jedra Celovca skozi Celovško polje. V Žrelcu priteče potoček  Jezernica, ki je naravni odtok Vrbskega jezera ter se izliva nekaj kilometrov dalje v reko Krko, ki je dvakrat tako velika reka. Pri svojemu izlivu je pretok Gline okoli 0m³/sec.
Dolžina reke Gline meri od izvora (Klammbachmündung) do odtoka v Krko 64,329 km, njeno povodje meri 826,51 km².
Nekoč je bila reka dokaj onesnažena zaradi industrije iverice v Šentvidu ob Glini, sedaj pa se njene vode biološko čistijo skupaj z odpadnimi vodami občin Glanek (nem. Glanegg), Lepo polje (nem. Liebenfels), Ženji kamen (nem. Frauenstein) in Šentjurij ob Dolgem jezeru. Očiščene vode  se zopet izlivajo v Glino.
Glina pripada preko Krke in Drave donavskemu  porečju in njene vode se izlivajo v Črno morje. 

## Ime
Ime »Glina« izvira iz keltskega jezika in pomeni »svetlo, bistro, tekoče«; Glanos pa je tudi ime keltskega vodnega božanstva.
Ob prihodu Slovanov in ustalitve državnosti Karantanije je bilo ime inkulturirano, torej poslovenjeno. Ime pa ni izvor nemškega imena mesta Celovec, ki ima svojo slovensko etimologijo, kot mesto ob vodi.